# Barbilophozia binsteadii
Barbilophozia binsteadii là một loài rêu trong họ Anastrophyllaceae. Loài này được Kaal. Loeske mô tả khoa học đầu tiên năm 1909.